# 千葉翔也
千葉 翔也（ちば しょうや、1995年8月29日 - ）は、日本の声優、俳優、歌手。東京都出身。トイズファクトリー所属。

## 経歴
山王プロダクションに所属し、親の意向で子役として活動していた。中学高校時代に自分にしかできないことをやろうと思い立ち、アニメや音楽やミュージカルなどが好きだったことから、「自分の未来を広げられる職業」として声優を志す。
2014年4月、シグマ・セブンe所属。2017年11月19日、Kiramuneに加入。2018年、早稲田大学文化構想学部卒業。指導教授は源貴志。2020年7月1日付けで、シグマ・セブンeからシグマ・セブンへ異動。
2021年3月29日、テレビ番組「クイズプレゼンバラエティー Qさま!!」にて、早稲田大学卒業であることを公表した。
2021年12月31日をもって、Kiramune及びSparQlewでの活動を終了した。
2022年6月、声帯の結節除去手術、治療を行うために休業が発表され、ラジオの一時休止や代替パーソナリティ起用等の措置が取られた。7月24日より徐々に活動を再開した。
2022年12月31日シグマ・セブンを退所し、翌・2023年1月1日よりトイズファクトリーへ移籍。
2023年10月8日にYouTubeで行った生配信において、キングレコード（KING AMUSEMENT CREATIVE）からソロアーティストデビューを発表、デビューEPを2024年1月17日にリリースすることもアナウンスした。

## 人物
家族構成は父、母、妹。母の影響により宝塚歌劇団の大ファンであり、ラジオや自身のTwitterで思いを度々述べている。初観劇は月組の『スカーレット・ピンパーネル』であるという。
中学生の時にJanne Da Arcのファンになり、高校時代は軽音部に所属していた。現代文、英語、世界史が得意科目であったという。
アイドルグループprediaとボーカルユニットCYNHNのファンである。
趣味はギター、ミュージカル観劇、タロット占い。好物はタイ料理。

## 出演
太字はメインキャラクター。

### テレビアニメ
2004年
- カレーの国のコバ〜ル（コバ〜ル）

2011年
- テレビまんが 昭和物語（山崎公平）

2015年
- 幸腹グラフィティ（男子生徒）
- 終わりのセラフ（祐二）
- 学戦都市アスタリスク（男子生徒A、機械音声）
- ハイキュー!! シリーズ（2015年 - 2020年、母畑和馬、女川太郎） - 2シリーズ

2016年
- ねじまき精霊戦記 天鏡のアルデラミン（アザン）
- ALL OUT!!（2016年 - 2017年、祇園健次）
- アイドルメモリーズ（観客男性）

2017年
- 月がきれい（安曇小太郎）
- ようこそ実力至上主義の教室へ（2017年 - 2024年、綾小路清隆） - 3シリーズ
- アイドルマスター SideM（秋山隼人）

2018年
- 三ツ星カラーズ（男性、チンピラ）
- はたらく細胞（2018年 - 2021年、B細胞） - 2シリーズ
- BANANA FISH（シン・スウ・リン）
- 軒轅剣 蒼き曜（商嶽）
- 色づく世界の明日から（葵唯翔）
- アイドルマスター SideM 理由あってMini!（秋山隼人）
- ジョジョの奇妙な冒険 黄金の風（悪ガキ3）

2019年
- どろろ（多宝丸）
- B-PROJECT シリーズ（2019年 - 2023年、不動明謙） - 2シリーズ
- 炎炎ノ消防隊（2019年 - 2025年、ユウ） - 2シリーズ
- 星合の空（田中猛）
- ぼくたちは勉強ができない!（客A）

2020年
- 地縛少年花子くん（2020年 - 2025年、源光） - 3シリーズ
- GO!GO!アトム
- ミュークルドリーミー（2020年 - 2021年、丸山ヨシオ） - 2シリーズ
- グレイプニル（池内）
- 100万の命の上に俺は立っている（2020年 - 2021年、シュージ、友人） - 2シリーズ

2021年
- プレイタの傷（嵐柴カズマ）
- スケートリーディング☆スターズ（城ノ内颯太）
- ふしぎ駄菓子屋 銭天堂（同級生、青山）
- ホリミヤ（谷原マキオ）
- 86-エイティシックス-（2021年 - 2022年、シンエイ・ノウゼン） - 2シリーズ
- NIGHT HEAD 2041（菅原清貴）
- 現実主義勇者の王国再建記（2021年 - 2022年、ディス） - 2シリーズ
- ヴィジュアルプリズン（結希アンジュ）
- プラチナエンド（2021年 - 2022年、南河水清）

2022年
- 怪人開発部の黒井津さん（ウルフ♂の声）
- トライブナイン（青山カズキ）
- パリピ孔明（KABE太人）
- 勇者パーティーを追放されたビーストテイマー、最強種の猫耳少女と出会う（レイン・シュラウド）
- ブルーロック（今村遊大）
- クールドジ男子（2022年 - 2023年、四季蒼真）
- モブサイコ100 III（観光客A）

2023年
- あやかしトライアングル（風巻祭里〈男〉、シロマツ）
- セブンボイスミュージアム〜名画と7人の巨匠たち〜（田中蘭太郎）
- 文豪ストレイドッグス（シグマ） - 2シリーズ
- 絆のアリル（バニティ先生） - 2シリーズ
- 青のオーケストラ（青野一）
- 山田くんとLv999の恋をする（合コンの男）
- 贄姫と獣の王（イリヤ）
- アンデッドガール・マーダーファルス（ラウール）
- シュガーアップル・フェアリーテイル（ナディール）
- 七つの魔剣が支配する（リチャード＝アンドリューズ）
- ブルバスター（沖野鉄郎）
- 最果てのパラディン 鉄錆の山の王（ウィル）
- 放課後少年花子くん（2023年 - 2024年、源光、人狼のシェフ〈光〉） - 2シリーズ

2024年
- WIND BREAKER（2024年 - 2025年、楡井秋彦） - 2シリーズ
- 転生したらスライムだった件（サーレ）
- 鬼滅の刃 柱稽古編（竹内）
- なぜ僕の世界を誰も覚えていないのか?（カイ）
- 歴史に残る悪女になるぞ（エバンズ・ゲイル）
- アオのハコ（2024年 - 2025年、猪股大喜）
- るろうに剣心 -明治剣客浪漫譚- 京都動乱（三島栄次）
- トリリオンゲーム（2024年 - 2025年、コージィ）

2025年
- 花は咲く、修羅の如く（冬賀萩大）
- どうせ、恋してしまうんだ。（和泉藍）
- Summer Pockets（鷹原羽依里）
- 機動戦士Gundam GQuuuuuuX（ナブ） - 2025年に劇場先行版が公開
- プリンセッション・オーケストラ（ギータ）
- LAZARUS ラザロ（ヴィジョナリー）
- 最強の王様、二度目の人生は何をする?（ルーカス・ワイクス）
- ゲーセン少女と異文化交流（草壁蓮司）

2026年
- リィンカーネーションの花弁（扇寺東耶）

時期未定
- 多聞くん今どっち!?（坂口桜利）

### 劇場アニメ
- マイマイ新子と千年の魔法（2009年）
- カラフル（2010年）
- テレビまんが 昭和物語 劇場版（2011年、山崎公平）
- 劇場版ブルーロック -EPISODE 凪-（2024年、今村遊大）
- ふれる。（2024年）
- 劇場版 鬼滅の刃 無限城編 第一章 猗窩座再来（2025年、竹内）

### OVA
- 転生したらスライムだった件（2020年、妖魔）
- コードギアス 奪還のロゼ（2024年、小田友臣[83]）

### Webアニメ
- モンスターストライク「レイン・オブ・メモリーズ」（2016年、観客A[84]）
- 紅き大魚の伝説（2018年、チウ[85]）
- ガンダムビルドダイバーズRe:RISE（2019年 - 2020年、ユウリ） - 2シリーズ
- 天空侵犯（2021年、吉田陸矢）
- TIGER & BUNNY 2（2022年、仙石昴 / Mr.ブラック[86]）
- ブルーロック あでぃしょなる・たいむ!（2022年、今村遊大）
- 境界戦機 極鋼ノ装鬼（2023年、知念イブキ[87]）
- コアルヒーだいすき（2024年、少年[88]）

### ゲーム
2007年
- ぼくのなつやすみ3 -北国篇- 小さなボクの大草原（ボク）

2015年
- アイドルマスター SideM（2015年 - 2023年、秋山隼人）
- アウトディビジョン -刑徒隷僕区-（管吹審士）
- 創作アリスと王子さま!（日比野未来）

2016年
- ＼コメプリ／（塩沢一之）
- グランドサマナーズ（煌騎ラグナ）

2017年
- 結ひの忍（鮭延子筋太）
- クランク・イン（逢坂忍）
- スタレボ☆彡 88星座のアイドル革命（針間理斗）
- B-PROJECT 無敵*デンジャラス（不動明謙）
- アイドルマスター SideM LIVE ON ST@GE!（2017年 - 2020年、秋山隼人）
- ららマジ（遼平）

2018年
- グリムノーツ Repage（レヴォル）
- LibraryCross∞ -ライブラリークロスインフィニット-（ユリアン）
- オンエア!（浮間志朗）
- 夢間集（千機傘）
- 共闘ことばRPG コトダマン（ミス摂ルティン、アジンガーＸ、ケール 他）
- プレカトゥスの天秤（ゴウダ・テツ）

2019年
- Op8♪（七星響）
- 覇穹 封神演義 〜センカイクロニクル〜（木吒）
- いつでもはたらく細胞（B細胞）
- なむあみだ仏っ!-蓮台 UTENA-（安底羅大将、乾闥婆王）
- 荒野のコトブキ飛行隊 大空のテイクオフガールズ！（ハヤト）
- 剣が刻（橘道生）

2020年
- エンゲージソウルズ（フェイロン）
- Summer Pockets REFLECTION BLUE（鷹原羽依里）
- フードファンタジー（魚介スープ、ガム）
- キャプテン翼 RISE OF NEW CHAMPIONS（ヨハン・レンセンブリンク）
- セブンナイツ -時空の旅人-（サンディ）

2021年
- Paradigm Paradox（間宮アユム）
- 二ノ国：Cross Worlds（ルスラン）
- 新すばらしきこのせかい（カイエ）
- B-PROJECT 流星*ファンタジア（不動明謙）
- 陰陽師（食霊）
- 恋愛戦国ロマネスク 〜影武者姫は運命をあやなす〜（加藤清正）
- アイドルマスター SideM GROWING STARS（2021年 - 2023年、秋山隼人）
- タロット男子 〜22人の見習い占い師〜（フール・ザ・フライハイト）

2022年
- 夢職人と忘れじの黒い妖精（プラオ）
- アイドルマスター ポップリンクス（秋山隼人）
- 聖剣伝説 ECHOES of MANA（レキウス）
- even if TEMPEST 宵闇にかく語りき魔女（ヒューゴ・スペンサー）
- ANONYMOUS;CODE（高岡歩論〈ポロン〉）
- モンスターストライク（2022年 - 2025年、昴 / Mr.ブラック、サーレ）
- m HOLD‘EM（綾小路清隆）
- ディスクロニア:クロノスオルタネイト（ハル・サイオン）
- ブラウンダスト（シュラ）
- アークナイツ（チェストナット）
- ぷよぷよ!!クエスト（Mr.ブラック）

2023年
- 刀剣乱舞 ONLINE（八丁念仏）
- World II World（小宮ハルタ）
- ワールドフリッパー（イオレス）
- BUSTAFELLOWS season2（ユノ）
- なつもん! 20世紀の夏休み（秀人）
- ブラック★ロックシューター FRAGMENT（シン）

2024年
- マブラヴ：ディメンションズ（シンエイ・ノウゼン）
- 東京ディバンカー（白波蓮）
- 原神（セトス）

2025年
- トライブナイン（青山カズキ）
- Fate/Grand Order（ダンテ・アリギエーリ）
- 18TRIP（天月王子、フレデリク）
- 牧場物語 Let's!風のグランドバザール（ディルカ）

### ドラマCD
- うたの☆プリンスさまっ♪ シアターシャイニング Pirates of the Frontier（2015年）
- うたの☆プリンスさまっ♪ シアターシャイニング エヴリィBuddy!（2015年）
- うたの☆プリンスさまっ♪ シアターシャイニング ポラリス（2016年）
- THE IDOLM@STER SideM ST@RTING LINE 03、04（2015年、秋山隼人）
- ALL OUT!! コミックス第1巻・第8巻ドラマCD付き特装版（2016年、祇園健次）※ドラマCDは第1巻・第8巻共に同じ内容を収録
- ALL OUT!! ドラマCD 俺たちの夢を乗せて（2017年、祇園健次）
- 一途なカレにひたすら告白されるCD 腹黒天使編（2017年、清見優羽）
- 恋するシェアハウス2〜Which do you choose?〜（2018年、阪口歩）
- B-PROJECT KING of CASTE 〜Sneaking Shadow〜（2018年、アカネ as 不動明謙）
- わたしのコンシェルジュ Part.1 カエデ（2019年、カエデ）
- 千銃士 Noble Recollections02 feat.Navy&Pepper　(2019年、ペッパー)
- PROJECT SCARD ドラマCD（2020年、嵐柴カズマ）
- CARNELIAN BLOOD シリーズ（2020年、赤刎トキシン[137]）
  - 5-Vocal-Band "EROSION" 1st Single from CARNELIAN BLOOD[138]
    - Voice Drama "Dangerous Brothers"
    - ドラマCD「全員皿洗え」※SKiT Dolce・Rejet shop各巻購入特典
    - ドラマCD「早すぎた準備」※アニメイト各巻購入特典

  - 5-Vocal-Band "EROSION" 2nd Single from CARNELIAN BLOOD[138]
    - Voice Drama "Exciting School Life"
    - ドラマCD「休まらない休日」※SKiT Dolce・Rejet shop各巻購入特典
    - ドラマCD「楽器屋カオス」※アニメイト各巻購入特典

  - 5-Vocal-Band "EROSION" 3rd Single from CARNELIAN BLOOD[138]
    - Voice Drama "Happy School Festival"
    - ドラマCD「史上最悪のアクター」※SKiT Dolce・Rejet shop各巻購入特典
    - ドラマCD「みんなで仲良くお手伝い♡」※アニメイト各巻購入特典
- 殺彼CD#04〜園六&徹&鉄平&桔平編〜（2020年、西園寺徹）
- Bremen -Departure-（2021年、雨宮ひかり[139]）
  - Bremen vol.3 Hikari
- 8P ドラマCD「百鬼夜行物語」（2022年、化け猫・吹雪[140]）

### BLCD
- 目を閉じても光は見えるよ（2018年、斗真[141]）
- 二代目!地獄ブラザーズ（2020年、平等[142]）
- カットオーバー・クライテリア（2022年、瀬戸悠馬[143]）
- マイディア・エージェント（2023年、桃源信康[144]）
- レンタル彼氏のお尻をご指名（2023年、伊織架[145]）
- 好きって言ったのお前だろうが！（2023年、桐生暁[146]）
- Sub様、躾の時間です1（2023年、ちあき[147]）
- ピットスポルム　一葉・二葉（初回限定盤）※コミコミ限定セット（2023年、矢野久哉）
- バーチャルくんはおさななじみを希う（2024年、葵泰那）
- ぜんぶ、はじめて（2024年、櫻井晴人）
- 真夜中の俺を見て（たくと）
- シュガースカルとディープキス1（2025年、冬島夜泉[148]）

### オーディオドラマ
- ASMR『ハウスメイトの膝の上 〜クールぶってるキュートキャラに癒される〜』（2021年[149][150]）
- オーディオドラマ『ブルバスター 激録!波止工業24時』（2022年、沖野鉄郎）
- アイドルマスター SideM「315 PASSION CONTENTS」（2024年、秋山隼人） - 3作品[一覧 15]

### 吹き替え

#### 映画
- スノー・バディーズ 小さな5匹の大冒険
- チャーリーとチョコレート工場 ※日本テレビ版
- ナイト ミュージアム（ニック・デイリー〈ジェイク・チェリー〉）
- ナイト ミュージアム2（ニック・デイリー〈ジェイク・チェリー〉）
- ナイト ミュージアム/エジプト王の秘密（ニック・デイリー〈 スカイラー・ギソンド〉）
- ヘイト・ユー・ギブ（カリル〈アルジー・スミス〉）
- メイズ・ランナー
- ワールド・トレード・センター

#### ドラマ
- 失われた子供（ルシアン）
- Titins/タイタンズ（ジェイソン・トッド）
- ナイト・トレイン/破滅へのカウントダウン（トビー〈ガブリエル・ハウル〉[151]）
- THE 100/ハンドレッド（マイルズ）
- ホワイトハウス・ファームの惨劇 〜バンバー家殺人事件〜（ジェレミー・バンバー〈フレディ・フォックス〉[152]）
- Your Honor〜堕ちた裁判官〜（リュカ〈ロッド・パラド〉[153]）
- リーサル・ウェポン シーズン2（ジェシー）

#### アニメ
- 紅き大魚の伝説（チウ）
- アントブリー（ルーカス・ニックル）
- ジャスティス・リーグｘRWBY スーパーヒーロー&ハンターズ（バリー・アレン / The Flash[154]）
- ラマになった王様2 クロンクのノリノリ大作戦

### ボイスオーバー
- ザ!世界仰天ニュース

### 特撮
- 機界戦隊ゼンカイジャー（2021年、ドアワルドの声[155][156]）

### デジタルコミック
- BeeTV 闇金ウシジマくん（竹本優希）
- A-koe 怪談イズデッド（2015年、踊るガイコツ模型[157][158]）
- ネガくんとポジちゃん（2020年、根賀くん[159]）
- うちの犬が子ネコ拾いました。（2021年、キップ[160]）
- うろんミラージュ（2022年、秋月空[161]）
- お姉ちゃんの翠くん（2023年、菖[162]）
- 隣のよし子ちゃん（2024年、中村ケンジ[163]）

### ラジオ
※はインターネット配信。
- アイドルマスター SideM ラジオ 315プロNight!（2016年、ニコニコ生放送※）回替わりパーソナリティ
- 月刊 新・男前通信9月号〜月刊 千葉翔也（2016年、文化放送モバイルplus※）
- ALL OUT!! ラジオ 翔也と勇人のトークアウト!!（2016年 - 2017年、HiBiKi Radio Station※）
- MAN TWO MONTH RADIO 千葉翔也のロマンチックミルフィーユ（2017年、AG-ON Premium※・超!A&G+※）
- 千葉翔也・野上翔の翔福翔来!!（2017年 - 2025年、超!A&G+※）[164]
- Kiramune Presents 僕らのMusic Park（2017年 - 、アニメイトタイムズ※）[165]
- 8P Radio 〜新世界への道〜（2018年、アニメイトタイムズ※）[166]
- ユニゾン!〜ジェネレーション〜（2018年、文化放送）
- 鷲崎健のヨルナイト×ヨルナイト（2018年、超!A&G+※・ニコニコ生放送※、月曜マンスリーアシスタント）
- 千葉翔也のトゥー・ビー・ナイト（2019年 - 2025年、超!A&G+※・ニコニコ生放送※）
- 鷲崎健・千葉翔也 今んとこやや好き（2020年 - 、HiBiKi Radio Station※）
- 第85.5区情報局（2021年 - 2022年、YouTube※・ニコニコチャンネル※）[167]
- 勇者パーティーを追放されたビーストテイマー、最強種の猫耳少女とラジオで出会う（2022年、音泉※）[168]
- 千葉翔也・鈴代紗弓 ONSEN！SHOW・TIME！（2023年 - 、音泉YouTubeチャンネル※）[169]

### ナレーション
- WOWOW『４月の映画特集』 『春の新作邦画ウィーク』（2020年）[170]
- 角川スニーカー文庫『飛び降りようとしている女子高生を助けたらどうなるのか？』TVCM（2021年、結城祐介[171]）
- 小説『黒白の勇者』第2巻 PV（2021年）[172]

### テレビ番組
※はインターネット配信。
- 8P channel 第1 - 3シーズン（2016年 - 2018年、アニメイトチャンネル※）
- 8P channel 第4シーズン（2018年 - 、Rakuten TV※）
- アニメ女子部（2019年 - 、AT-X）[173]
- ショウヤノオト-LIVE-（2021年 - 2023年、ニコニコ生放送※）[174]
- 文豪カプリチオ（2021年、アニマックス プレミアムVOD※）[175]

### 映像商品
- アイドルマスター SideM シリーズ
  - THE IDOLM@STER SideM 1st STAGE 〜ST@RTING!〜（2016年）
  - THE IDOLM@STER SideM 2nd STAGE 〜ORIGIN@L STARS〜（2017年）
  - THE IDOLM@STER SideM GREETING TOUR 2017 〜BEYOND THE DREAM〜（2018年）
  - THE IDOLM@STER SideM 3rdLIVE TOUR 〜GLORIOUS ST@GE!〜 Side MAKUHARI（2018年）
  - THE IDOLM@STER SideM Five-St@r Party!!（2018年）
  - THE IDOLM@STER SideM 3rdLIVE TOUR 〜GLORIOUS ST@GE!〜 LIVE Blu-ray Side SENDAI（2018年）
  - THE IDOLM@STER SideM 3rdLIVE TOUR 〜GLORIOUS ST@GE!〜 Side SHIZUOKA（2019年）
  - THE IDOLM@STER SideM PRODUCER MEETING 315 SP@RKLING TIME WITH ALL!!! （2019年）
  - THE IDOLM@STER SideM 4th STAGE 〜TRE@SURE GATE〜（2019年）
  - THE IDOLM@STER SideM PRODUCER MEETING WELCOME TO PLEASURE 315 G@RDEN!!!（2021年）
  - THE IDOLM@STER SideM 6thLIVE TOUR 〜NEXT DESTIN@TION!〜　Side TOKYO（2022年）
  - THE IDOLM@STER SideM 7th STAGE 〜GROW & GLOW〜 SUNLIGHT SIGN@L（2023年）
  - THE IDOLM@STER SideM PASSIONABLE READING SHOW ー超常事変〜対立スル正義〜ー EVENT Blu-ray（2023年）
  - THE IDOLM@STER SideM 8th STAGE 〜ALL H@NDS TOGETHER〜 LIVE Blu-ray（2024年）
  - THE IDOLM@STER SideM PASSIONABLE READING SHOW 〜天地四心伝〜 EVENT Blu-ray（2024年）
  - THE IDOLM@STER SideM 9th STAGE ～MIR＠-CIRCLE CRESCENDO～（2025年）
- B-PROJECT シリーズ
  - B-PROJECT SUMMER LIVE2018 〜ETERNAL PACIFIC〜[176]
  - B-PROJECT〜絶頂*エモーション〜 SPARKLE*PARTY
- 人狼バトル シリーズ
  - 人狼バトル lies and the truth 2019 August〜人狼VSエクソシスト〜
  - 人狼バトル THE NIGHTMARE SEASON1 #1[177]・#2・#4[178]
- MARINE SUPERNOVA シリーズ
  - EVENT DVD MARINE SUPERNOVA 2018
  - MARINE SUPERNOVA LIVE 2019
- EVENT DVD MARINE SUPER WAVE R 2017
- 8P channel 1 - 7 Vol.1 - 3
- リアル宝探し 〜風魔からの挑戦〜 in 小田原（2017年[179]）
- ボドゲであそぼ3
- 声優DVD企画 「Steal Treasure Run!!」[180]
- FUTSAL声優Section 1[181]
- つまみは塩だけ DVD「東京ロケ・例のプール編2019」[182]
- Rejet Fes.2019 ORIGIN
- つまみは塩だけ イベントDVD「つまみは塩だけの宴in大阪2020」[183]
- VISUAL PRISON 1st GIG -RED MOON-[184]

### CM
- トヨタ自動車「イプサム」 ラジオCM
- エバラ食品
- NTTドコモ
- 進研ゼミ中学講座（2008年）

### テレビドラマ
- 横山秀夫サスペンス ペルソナの微笑（2004年、TBS） - 子供 役[185]
- お母さん、もっと生きたかった！〜医療ミス、わが子奪われて〜（2004年、TBS） - 服部健太 役
- 探偵事務所5 - トモ 役
  - 1st Season（2005年）
  - 2nd Season（2007年）
- 死ぬんじゃない！〜実録ドラマ・宮本警部が遺したもの〜（2008年、フジテレビ）[186]

### ドラマ
- スーパーチューナー （2018年、WOWOW・TOKYO MX） - 栗山陽一 役

### 舞台
- 声優朗読劇フォアレーゼン「本当はあぶないモーツァルト」（2018年11月4日[187]）
- 声の優れた俳優によるドラマリーディング「こゝろ」（2019年4月30日・5月2日）
- オリジナル朗読劇「文豪、そして殺人鬼」令和元年六月公演（2019年6月29日）
- 日本の古典シリーズ 朗読劇「源氏物語〜奥ゆかしき恋の果て〜」（2019年8月22日・24日、TOKYO FM HALL） - 頭中将 役[188]
- Kiramune Presents リーディングライブ
  - 密室の中の亡霊 幻視探偵（2019年10月） - 三条透 役
  - OTOGI狂詩曲-RE:Read-（2021年7月3日、森のホール21 大ホール） - 金太郎 役[189]
  - ハコクの剣（2021年10月） - パードレ 役[190]
- 朗読で描く海外名作シリーズ 音楽朗読劇 テアトルバージョン「レ・ミゼラブル」（2019年12月14日、サンシャイン劇場） - アンジョルラス 役[191]
- 朗読で描く海外名作シリーズ 音楽朗読劇「嵐が丘」（2020年2月22日、TOKYO FM HALL） - ヒースクリフ 役[192]
- 朗読劇「-The Super Reading Show- 紅茶王子」（2022年9月24・25日、日本青年館ホール） - セイロン 役[193]
- 朗読ミュージカル「Unrequited Love」〜マクベスを殺した男〜（2022年10月15・16日、ところざわサクラタウン ジャパンパビリオン ホールA） - 槙田シンジ 役[22][194]
- 朗読劇『武士とジェントルマン』（2023年2月2日、サンシャイン劇場） - 隼人 役[195]
- THE IDOLM@STER SideM PASSIONABLE READING SHOW -超常事変〜対立スル正義〜-（2023年3月12日、武蔵野の森総合スポーツプラザ メインアリーナ） - 秋山隼人 役[196]
- 音楽朗読劇「四月は君の嘘」（2023年4月2日、飛行船シアター、昼公演） - 有馬公生 役[197]
- 朗読劇『変な家』（2023年7月30日、シアター1010） - 筆者 役[198]
- 電撃文庫30周年記念 READPIA READING STAGE『86-エイティシックス-』（2023年10月1日、ところざわサクラタウン ジャパンパビリオンホールA） - シンエイ・ノウゼン 役[199]
- THE IDOLM@STER SideM PASSIONABLE READING SHOW 〜天地四心伝〜-（2024年2月10日、幕張イベントホール）- 秋山隼人 役
- 舞台『パリピ孔明』（2024年5月5日、天王洲 銀河劇場） - 日替わりゲスト[200]

### 教育ビデオ
- ユータと不思議な宇宙の書（2008年、科学技術振興機構）

### その他コンテンツ
- KIKI by VOICE Newtype 「千葉翔也のバッチリしようや」
- サンリオキャラクター「フラガリアメモリーズ」(ウィルメッシュ[201])
- OKOSモーニングコールセンター（都築愁[202]）
- 国立科学博物館 特別展「昆虫」 音声ガイド（2018年7月13日 - 2018年10月8日、オサムくん）
- ハシダンシ（2019年、吾妻[203]）
- 書籍『イケメン英会話フレーズ』ダウンロード音声[204]
  - 書籍『朝から晩までイケメン英会話フレーズ』ダウンロード音声[205]
- オーディオブック『屍人荘の殺人』audiobook.jp版（葉村譲[206]）
  - 『魔眼の匣の殺人』（葉村譲[207]）
- 雑誌連載『声優グランプリ』「ショウヤノオト」（2021年 - 2023年）
- プラネタリウム番組『10000光年双眼鏡』（コンシェルジュ[208]）
- SawanoHiroyuki[nZk]:mizuki『Avid』 PV[209]
- くら寿司 KURA ROYAL 商品紹介動画[210]
- 棚照結神 アリオ深谷キャラクター（2021年、花街ぐりむ[211]）
- 安達勇人×千葉翔也のくじメイト〜私のことが好きな幼馴染編〜（2022年）[212]
- ボイレピ♪ 朝ごはん #32 千葉翔也さんの声で作る「とろとろ卵のクロックマダム」（2022年）[213]
- ファミリー劇場CLUB 「声優、書く、語りき」 Season3 Vol.1（2023年）[214]
- 大塚国際美術館 「名画-1グランプリ」特別音声ガイド（2023年1月21日 - 5月31日）[215]
- アイドラフト春の超短編コンテスト優秀作品 朗読（2023年）[216]
- 『追放された名家の長男 〜馬鹿にされたハズレスキルで最強へと昇り詰める〜』PV（2023年）[217]
- 『お姉ちゃんの翠くん』PV（2023年、菖[218]）
- 星芥ショータイム（2023年、ハルマ（遊佐春馬））
- 『深夜0時のアントルメ』PV（2024年、よだかくん[219]）

## ディスコグラフィ

### EP
|        | 発売日        | タイトル | 規格品番   | 規格品番  |
| 限定盤 | 発売日        | タイトル | 通常盤     |           |
| ------ | ------------- | -------- | ---------- | --------- |
| 1st    | 2024年1月17日 | Blessing | KICS-94133 | KICS-4133 |

### キャラクターソング
| 発売日   | 商品名                                                                                 | 歌 | 楽曲                                                                      | 備考                                                                                               |
| 2015年   | 2015年                                                                                 | 2015年 | 2015年                                                                    | 2015年                                                                                             |
| -------- | -------------------------------------------------------------------------------------- | --- | ------------------------------------------------------------------------- | -------------------------------------------------------------------------------------------------- |
| 7月22日  | THE IDOLM@STER SideM ST@RTING LINE -04 High×Joker                                      | High×Joker | 「HIGH JUMP NO LIMIT」 「JOKER↗オールマイティ」 「DRIVE A LIVE」          | ゲーム『アイドルマスター SideM』関連曲                                                             |
| 2016年   |                                                                                        | |                                                                           | |
| 3月23日  | キラキラスマイル                                                                       | KiLLER KiNG | 「キラキラスマイル」 「極上フィクション」                                 | 『B-PROJECT』関連曲                                                                                |
| 7月13日  | THE IDOLM@STER SideM 2nd ANNIVERSARY DISC 01 DRAMATIC STARS & High×Joker               | DRAMATIC STARS & High×Joker | 「夜空を煌めく星のように」                                                | ゲーム『アイドルマスター SideM』関連曲                                                             |
| 7月13日  | THE IDOLM@STER SideM 2nd ANNIVERSARY DISC 01 DRAMATIC STARS & High×Joker               | High×Joker | 「OUR SONG -それは世界でひとつだけ-」                                     | ゲーム『アイドルマスター SideM』関連曲                                                             |
| 12月21日 | Hungry Wolf                                                                            | KiLLER KiNG | 「Hungry Wolf」 「Twinkle☆Bingo」 「永久パラダイス」                      | 『B-PROJECT』関連曲                                                                                |
| 12月21日 | 無敵*デンジャラス                                                                      | B-PROJECT | 「無敵*デンジャラス」 「永久パラダイス（14 Vocal ver）」                  | 『B-PROJECT』関連曲                                                                                |
| 2017年   |                                                                                        | |                                                                           | |
| 2月1日   | Beyond The Dream                                                                       | 315プロダクション所属アイドル | 「Beyond The Dream」                                                      | ゲーム『アイドルマスター SideM』テーマソング                                                       |
| 2月1日   | Beyond The Dream                                                                       | 315プロダクション所属アイドル（フィジカル） | 「Beyond The Dream」                                                      | ゲーム『アイドルマスター SideM』テーマソング                                                       |
| 2月10日  | THE IDOLM@STER SideM 2nd ANNIVERSARY SOLO COLLECTION                                   | 秋山隼人（千葉翔也） | 「OUR SONG -それは世界でひとつだけ-」                                     | ゲーム『アイドルマスター SideM』関連曲                                                             |
| 3月15日  | Break it down                                                                          | KiLLER KiNG | 「Break it down」 「Ready to YOU!!」                                      | 『B-PROJECT』関連曲                                                                                |
| 7月19日  | S級パラダイス BLACK                                                                    | B-PROJECT | 「S級パラダイス」                                                         | 『B-PROJECT』関連曲                                                                                |
| 7月19日  | S級パラダイス BLACK                                                                    | KiLLER KiNG | 「Blooming Festa!」                                                       | 『B-PROJECT』関連曲                                                                                |
| 11月15日 | THE IDOLM@STER SideM ANIMATION PROJECT 01「Reason‼」                                   | 315 STARS（DRAMATIC STARS、Beit、S.E.M、High×Joker、W、Jupiter） | 「Reason‼」                                                               | テレビアニメ『アイドルマスター SideM』オープニングテーマ                                           |
| 11月15日 | THE IDOLM@STER SideM ANIMATION PROJECT 01「Reason‼」                                   | Beit、High×Joker、W | 「夏時間グラフィティ」                                                    | テレビアニメ『アイドルマスター SideM』挿入歌                                                       |
| 12月6日  | THE IDOLM@STER SideM ORIGIN@L PIECES 09                                                | 秋山隼人（千葉翔也） | 「PRECIOUS TONE」                                                         | ゲーム『アイドルマスター SideM』関連曲                                                             |
| 2018年   |                                                                                        | |                                                                           | |
| 1月17日  | THE IDOLM@STER SideM ANIMATION PROJECT 06「Sunset★Colors」                             | High×Joker | 「Sunset★Colors」                                                         | テレビアニメ『アイドルマスター SideM』エンディングテーマ                                           |
| 1月17日  | THE IDOLM@STER SideM ANIMATION PROJECT 06「Sunset★Colors」                             | High×Joker | 「Reason!!」                                                              | テレビアニメ『アイドルマスター SideM』関連曲                                                       |
| 1月24日  | アイドルマスター SideM BD・DVD第2巻特典CD 315 St@rry Collaboration 02 〜High×Joker&W〜 | High×Joker、W | 「いつかこの瞬間に名前をつけるなら」                                      | テレビアニメ『アイドルマスター SideM』関連曲                                                       |
| 1月24日  | アイドルマスター SideM BD・DVD第2巻特典CD 315 St@rry Collaboration 02 〜High×Joker&W〜 | High×Joker | 「カレイド TOURHYTHM」                                                    | テレビアニメ『アイドルマスター SideM』関連曲                                                       |
| 1月31日  | THE IDOLM@STER SideM ANIMATION PROJECT 08「GLORIOUS RO@D」                             | 315 STARS（DRAMATIC STARS、Beit、S.E.M、High×Joker、Jupiter） | 「Beyond The Dream（第2話 Ver）」                                         | テレビアニメ『アイドルマスター SideM』エンディングテーマ                                           |
| 1月31日  | THE IDOLM@STER SideM ANIMATION PROJECT 08「GLORIOUS RO@D」                             | 315 STARS（DRAMATIC STARS、Beit、S.E.M、High×Joker、W、Jupiter） | 「DRIVE A LIVE（第13話 Ver）」                                            | テレビアニメ『アイドルマスター SideM』エンディングテーマ                                           |
| 1月31日  | THE IDOLM@STER SideM ANIMATION PROJECT 08「GLORIOUS RO@D」                             | 315 STARS（DRAMATIC STARS、Beit、S.E.M、High×Joker、W、Jupiter） | 「GLORIOUS RO@D」                                                         | テレビアニメ『アイドルマスター SideM』挿入歌                                                       |
| 3月18日  | ファントム・オブ・ラブ                                                                 | KiLLER KiNG | 「ファントム・オブ・ラブ」                                                | 『B-PROJECT』関連曲                                                                                |
| 3月18日  | ファントム・オブ・ラブ                                                                 | 不動明謙（千葉翔也） | 「ヒミツの恋」                                                            | 『B-PROJECT』関連曲                                                                                |
| 7月16日  | 快感エブリディ                                                                         | B-PROJECT | 「快感エブリディ」 「After all this time」                                | 『B-PROJECT』関連曲                                                                                |
| 11月14日 | THE IDOLM@STER SideM WakeMini! MUSIC COLLECTION 01                                     | 315 STARS（フィジカル Ver.） | 「LET'S GO!!」                                                            | テレビアニメ『アイドルマスター SideM 理由あってMini!』エンディングテーマ                           |
| 12月26日 | スタレボ☆彡 88星座のアイドル革命 THE BEST「STAR REVOLUTION」Vol.3                      | Luna Lore | 「Horoscope」 「イケナイヒミツ」                                          | ゲーム『スタレボ☆彡 88星座のアイドル革命』関連曲                                                   |
| 2019年   |                                                                                        | |                                                                           | |
| 1月30日  | 絶頂*エモーション                                                                      | B-PROJECT | 「絶頂*エモーション」                                                     | テレビアニメ『B-PROJECT〜絶頂*エモーション〜』オープニングテーマ                                   |
| 1月30日  | 絶頂*エモーション                                                                      | B-PROJECT | 「光と影の時結ぶ」                                                        | テレビアニメ『B-PROJECT〜絶頂*エモーション〜』エンディングテーマ                                   |
| 3月15日  | THE IDOLM@STER SideM WakeMini! SOLO COLLECTION 01 PHYSICAL Ver.                        | 秋山隼人（千葉翔也） | 「LET'S GO!!」                                                            | テレビアニメ『アイドルマスター SideM 理由あってMini!』関連曲                                       |
| 3月27日  | B-PROJECT〜絶頂*エモーション〜 BD・DVD第1巻特典CD                                      | KiLLER KiNG | 「光と影の時結ぶ」                                                        | テレビアニメ『B-PROJECT〜絶頂*エモーション〜』エンディングテーマ                                   |
| 3月27日  | B-PROJECT〜絶頂*エモーション〜 BD・DVD第1巻特典CD                                      | KiLLER KiNG | 「Love Winner」                                                           | テレビアニメ『B-PROJECT〜絶頂*エモーション〜』挿入歌                                               |
| 3月27日  | B-PROJECT〜絶頂*エモーション〜 BD・DVD第1巻特典CD                                      | THRIVE、KiLLER KiNG | 「Juggler」                                                               | テレビアニメ『B-PROJECT〜絶頂*エモーション〜』挿入歌                                               |
| 5月10日  | THE IDOLM@STER SideM 4th ANNIVERSARY DISC「LIVE in your SMILE / DREAM JOURNEY」        | DRAMATIC STARS、Jupiter、Beit、High×Joker、Café Parade、もふもふえん、F-LAGS | 「DREAM JOURNEY」                                                         | ゲーム『アイドルマスター SideM』関連曲                                                             |
| 6月5日   | THE IDOLM@STER SideM WORLD TRE@SURE 08                                                 | 神楽麗（永野由祐）、秋山隼人（千葉翔也）、卯月巻緒（児玉卓也）、岡村直央（矢野奨吾） | 「Sugaring Off Party!」 「MEET THE WORLD!（CANADA Ver.）」                | ゲーム『アイドルマスター SideM LIVE ON ST@GE!』関連曲                                              |
| 6月26日  | アニマルズ・パレード                                                                   | キツネ（畠中祐）、フクロウ（野上翔）、タヌキ（八代拓）、ライオン（榎木淳弥）、ネズミ（ランズベリー・アーサー）、ヒツジ（髙坂篤志）、ウサギ（益山武明）、シロクマ（千葉翔也） | 「アニマルズ・パレード」                                                  | 朗読ドラマ『ぼくらのアニマル村』関連曲                                                             |
| 6月26日  | アニマルズ・パレード                                                                   | ヒツジ（髙坂篤志）、シロクマ（千葉翔也） | 「アニマルズ・パレード 〜レッスン・デイズ〜」                             | 朗読ドラマ『ぼくらのアニマル村』関連曲                                                             |
| 8月28日  | B-PROJECT〜絶頂*エモーション〜 BD・DVD第6巻特典CD                                      | KiLLER KiNG | 「DIVE INTO THE WORLD」                                                   | テレビアニメ『B-PROJECT〜絶頂*エモーション〜』挿入歌                                               |
| 8月28日  | B-PROJECT〜絶頂*エモーション〜 BD・DVD第6巻特典CD                                      | B-PROJECT | 「あえて言葉にするなら」                                                  | テレビアニメ『B-PROJECT〜絶頂*エモーション〜』挿入歌                                               |
| 10月23日 | Noble Recollections 02                                                                 | ペッパー（千葉翔也） | 「absolute freedom」                                                      | ゲーム『千銃士』関連曲                                                                             |
| 11月13日 | 10秒ミライ                                                                             | KiLLER KiNG | 「10秒ミライ」 「ケセラセッラ」                                           | 『B-PROJECT』関連曲                                                                                |
| 12月18日 | THE IDOLM@STER SideM 5th ANNIVERSARY DISC 01 PRIDE STAR                                | 315 ALLSTARS | 「PRIDE STAR」 「DRIVE A LIVE」 「Reason!!」 「GLORIOUS RO@D」            | ゲーム『アイドルマスター SideM』関連曲                                                             |
| 2020年   |                                                                                        | |                                                                           | |
| 3月6日   | THE IDOLM@STER SideM 5th ANNIVERSARY UNIT COLLECTION -PRIDE STAR-                      | High×Joker | 「PRIDE STAR」                                                            | ゲーム『アイドルマスター SideM』関連曲                                                             |
| 3月25日  | KING of CASTE〜Bird in the Cage〜                                                      | B-PROJECT | 「Who is the King?」                                                      | ドラマCD『KING of CASTE〜Bird in the Cage〜』挿入歌                                                |
| 3月25日  | KING of CASTE〜Bird in the Cage〜 獅子堂高校ver.                                       | 獅子堂高校 | 「I for you」                                                             | ドラマCD『KING of CASTE〜Bird in the Cage〜』挿入歌                                                |
| 4月22日  | THE IDOLM@STER SideM 5th ANNIVERSARY DISC 05 Altessimo&彩&High×Joker                   | High×Joker | 「SEASON IN THE FIVE」                                                    | ゲーム『アイドルマスター SideM』関連曲                                                             |
| 4月22日  | THE IDOLM@STER SideM 5th ANNIVERSARY DISC 05 Altessimo&彩&High×Joker                   | Altessimo、彩、High×Joker | 「Singing Explorers」                                                     | ゲーム『アイドルマスター SideM』関連曲                                                             |
| 7月22日  | From a Spicy Peak                                                                      | EROSION | 「(INTRO) Vigilante」 「From a Spicy Peak」 「Underdogs」                 | 『CARNELIAN BLOOD』関連曲                                                                          |
| 8月26日  | THE IDOLM@STER SideM 5th ANNIVERSARY SOLO COLLECTION 04                                | 秋山隼人（千葉翔也） | 「SEASON IN THE FIVE」                                                    | ゲーム『アイドルマスター SideM』関連曲                                                             |
| 9月23日  | Aspiration                                                                             | EROSION | 「(INTRO) Lighthouse」 「Aspiration」 「The Oath」                        | 『CARNELIAN BLOOD』関連曲                                                                          |
| 10月21日 | ビーストクロニクル 〜Risin' Soul〜                                                     | 大河タケル（寺島惇太）、古論クリス（駒田航）、秋山隼人（千葉翔也）、橘志狼（古畑恵介）、舞田類（榎木淳弥）、兜大吾（浦尾岳大） | 「Braver Beat」                                                           | ゲーム『アイドルマスター SideM』関連曲                                                             |
| 11月11日 | Good Liar                                                                              | KiLLER KiNG | 「Good Liar」 「虹色プリズム」                                            | 『B-PROJECT』関連曲                                                                                |
| 11月25日 | RAD HEAD                                                                               | EROSION | 「RAD HEAD」 「Get Out!!!!!」 「(Outro) Sham'ing」                        | 『CARNELIAN BLOOD』関連曲                                                                          |
| 11月25日 | PERFECTION NOISE Vol.1 倉月成海                                                        | 倉月成海（千葉翔也） | 「Deep」                                                                  | 『PERFECTION NOISE』関連曲                                                                         |
| 12月2日  | Supernova                                                                              | B-PROJECT | 「Supernova Explosion」                                                   | 『B-PROJECT』関連曲                                                                                |
| 12月2日  | Supernova 守護部零壱獣脚隊ver.                                                         | 守護部零壱獣脚隊 | 「ROAR」                                                                  | 『B-PROJECT』関連曲                                                                                |
| 12月23日 | PROJECT SCARD キャラクターソング カズマ&ヤマト編                                       | カズマ（千葉翔也）、ヤマト（ランズベリー・アーサー） | 「Clumsy」                                                                | 『PROJECT SCARD』関連曲                                                                            |
| 12月23日 | PROJECT SCARD キャラクターソング カズマ&ヤマト編                                       | カズマ（千葉翔也） | 「Clumsy」                                                                | 『PROJECT SCARD』関連曲                                                                            |
| 2021年   |                                                                                        | |                                                                           | |
| 1月6日   | THE IDOLM@STER SideM NEW STAGE EPISODE:08 High×Joker                                   | High×Joker | 「Smiles In Wonderland!」 「NEXT STAGE!」                                 | ゲーム『アイドルマスター SideM』関連曲                                                             |
| 2月7日   | THE IDOLM@STER SideM UNIT COLLECTION -MEET THE WORLD!-                                 | 315 ALLSTARS | 「MEET THE WORLD!」                                                       | ゲーム『アイドルマスター SideM』関連曲                                                             |
| 2月7日   | THE IDOLM@STER SideM UNIT COLLECTION -MEET THE WORLD!-                                 | High×Joker | 「MEET THE WORLD!」                                                       | ゲーム『アイドルマスター SideM』関連曲                                                             |
| 2月24日  | プレイタの傷                                                                           | 甲斐ヤマト（ランズベリー・アーサー）、嵐柴カズマ（千葉翔也）、茶木縞カガミ（榎木淳弥）、鷲峰ラン（益山武明）、烏末ジン（野上翔）、龍眞コウガ（八代拓）、虎尊イツキ（畠中祐）、嵐柴エイジ（髙坂篤志） | 「プレイタの傷」                                                          | テレビアニメ『プレイタの傷』オープニングテーマ                                                     |
| 2月24日  | プレイタの傷                                                                           | 甲斐ヤマト（ランズベリー・アーサー）、嵐柴カズマ（千葉翔也）、茶木縞カガミ（榎木淳弥）、鷲峰ラン（益山武明）、烏末ジン（野上翔）、龍眞コウガ（八代拓）、虎尊イツキ（畠中祐）、嵐柴エイジ（髙坂篤志） | 「プレイタの傷 (yuzen remix)」 「プレイタの傷 (KTG remix)」               | テレビアニメ『プレイタの傷』関連曲                                                                 |
| 4月28日  | BUSTLING SHOW                                                                          | 甲斐ヤマト（ランズベリー・アーサー）、嵐柴カズマ（千葉翔也）、茶木縞カガミ（榎木淳弥）、鷲峰ラン（益山武明）、烏末ジン（野上翔）、龍眞コウガ（八代拓）、虎尊イツキ（畠中祐）、嵐柴エイジ（髙坂篤志） | 「BUSTLING SHOW」                                                         | テレビアニメ『プレイタの傷』エンディングテーマ                                                     |
| 4月28日  | BUSTLING SHOW                                                                          | 甲斐ヤマト（ランズベリー・アーサー）、嵐柴カズマ（千葉翔也）、茶木縞カガミ（榎木淳弥）、鷲峰ラン（益山武明）、烏末ジン（野上翔）、龍眞コウガ（八代拓）、虎尊イツキ（畠中祐）、嵐柴エイジ（髙坂篤志） | 「BUSTLING SHOW (yuzen remix)」 「BUSTLING SHOW (KTG remix)」             | テレビアニメ『プレイタの傷』関連曲                                                                 |
| 6月30日  | What is mine                                                                           | EROSION | 「What is mine」                                                          | 『CARNELIAN BLOOD』関連曲                                                                          |
| 6月30日  | What is mine 5-Vocal-Band Ecstasy Ver.                                                 | EROSION | 「The Sun Also Rises」                                                    | 『CARNELIAN BLOOD』関連曲                                                                          |
| 6月30日  | What is mine 5-Vocal-Actors Crazy Ver.                                                 | EROSION | 「CRIER!! CRIER!!」                                                       | 『CARNELIAN BLOOD』関連曲                                                                          |
| 7月21日  | スケートリーディング☆スターズ キャラクターソングミニアルバム①                          | 城ノ内颯太（千葉翔也）、望月暁光（土田玲央） | 「Look At Me!!」                                                          | テレビアニメ『スケートリーディング☆スターズ』関連曲                                                |
| 7月30日  | 東京カラーソニック!! Prologue                                                          | 小宮山嵐（千葉翔也）、宝田伊織（斉藤壮馬）、瀬文永久（梶原岳人）、倉橋海吏（武内駿輔） | 「Begin on buddy」                                                        | 『東京カラーソニック!!』関連曲                                                                     |
| 7月30日  | 東京カラーソニック!! Unit.1 嵐×宙                                                      | 小宮山嵐（千葉翔也） | 「NEW DEVIATION」                                                         | 『東京カラーソニック!!』関連曲                                                                     |
| 9月29日  | THE IDOLM@STER SideM GROWING SIGN@L 01 Growing Smiles!                                 | 315 ALLSTARS | 「Growing Smiles!」 「DRIVE A LIVE」 「Beyond The Dream」 「NEXT STAGE!」 | ゲーム『アイドルマスター SideM GROWING STARS』関連曲                                               |
| 10月6日  | 残酷シャングリラ/BLOODY KISS/玉座のGEMINI                                              | O★Z | 「残酷シャングリラ」                                                      | テレビアニメ『ヴィジュアルプリズン』オープニングテーマ                                             |
| 10月13日 | 僕×君チェックメイト                                                                    | Gambét | 「僕×君チェックメイト」 「STAYBACK」                                      | 『ギャンドル』関連曲                                                                               |
| 10月27日 | 流星*ファンタジア                                                                      | B-PROJECT | 「流星*ファンタジア」 「Blue period」 「Seize your light」                | ゲーム『B-PROJECT 流星*ファンタジア』主題歌                                                        |
| 11月17日 | B with U ブレイブver.                                                                  | KiLLER KiNG | 「Manifest」                                                              | 『B-PROJECT』関連曲                                                                                |
| 11月17日 | B with U ブレイブver.                                                                  | キタコレ、KiLLER KiNG | 「Vectorial」                                                             | 『B-PROJECT』関連曲                                                                                |
| 12月22日 | EROSION with YOU from CARNELIAN BLOOD Vol.1 CREHA                                      | EROSION | 「FIREMIND」                                                              | 『CARNELIAN BLOOD』関連曲                                                                          |
| 2022年   |                                                                                        | |                                                                           | |
| 1月8日   | THE IDOLM@STER SideM UNIT COLLECTION -Growing Smiles!-                                 | High×Joker | 「Growing Smiles!」                                                       | ゲーム『アイドルマスター SideM GROWING STARS』関連曲                                               |
| 1月26日  | ヴィジュアルプリズン BD・DVD第2巻特典CD                                                | 結希アンジュ（千葉翔也） | 「Wing with wind」                                                        | テレビアニメ『ヴィジュアルプリズン』挿入歌                                                         |
| 1月26日  | EROSION with YOU from CARNELIAN BLOOD Vol.2 BYAKUYA                                    | EROSION | 「Devil’s Dinner」                                                        | 『CARNELIAN BLOOD』関連曲                                                                          |
| 2月23日  | EROSION with YOU from CARNELIAN BLOOD Vol.3 NEIGHT                                     | EROSION | 「NEVER LET “U” GO」                                                      | 『CARNELIAN BLOOD』関連曲                                                                          |
| 3月12日  | THE IDOLM@STER SideM PASSION@TE FORMATION -PHYSICAL-                                   | 315 STARS（フィジカルVer.） | 「RED HOT BEAT!!」                                                        | ゲーム『アイドルマスター SideM GROWING STARS』関連曲                                               |
| 3月12日  | THE IDOLM@STER SideM PASSION@TE FORMATION -PHYSICAL-                                   | 秋山隼人（千葉翔也） | 「RED HOT BEAT!!」                                                        | ゲーム『アイドルマスター SideM GROWING STARS』関連曲                                               |
| 3月23日  | ANGELIST/SACRIFICE/ROYAL CROWN                                                         | O★Z | 「ANGELIST」                                                              | テレビアニメ『ヴィジュアルプリズン』挿入歌                                                         |
| 3月23日  | EROSION with YOU from CARNELIAN BLOOD Vol.4 YORU                                       | EROSION | 「OneThing」                                                              | 『CARNELIAN BLOOD』関連曲                                                                          |
| 3月30日  | Paradox Live Opening Show-Road to Legend-                                              | 1Nm8 | 「Break Outta Here」                                                      | 『Paradox Live』関連曲                                                                             |
| 4月27日  | EROSION with YOU from CARNELIAN BLOOD Vol.5 TOXIN                                      | EROSION | 「Dancing on the edge」                                                   | 『CARNELIAN BLOOD』関連曲                                                                          |
| 4月27日  | EROSION with YOU from CARNELIAN BLOOD Vol.5 TOXIN                                      | 赤刎トキシン（千葉翔也） | 「白砂」                                                                  | 『CARNELIAN BLOOD』関連曲                                                                          |
| 5月25日  | 気分上々↑↑                                                                             | EIKO（96猫）、諸葛孔明（置鮎龍太郎）、KABE太人（千葉翔也） | 「気分上々↑↑」                                                            | テレビアニメ『パリピ孔明』エンディングテーマ                                                       |
| 5月25日  | 気分上々↑↑                                                                             | EIKO（96猫）、諸葛孔明（置鮎龍太郎）、KABE太人（千葉翔也）、久遠七海（Lezel） | 「気分上々↑↑」                                                            | テレビアニメ『パリピ孔明』エンディングテーマ                                                       |
| 6月22日  | Wizard of Fairytale ブレイブver.                                                       | B-PROJECT | 「Darkness Night」                                                        | 『B-PROJECT』関連曲                                                                                |
| 6月22日  | Wizard of Fairytale ブレイブver.                                                       | THRIVE、KiLLER KiNG | 「Hooked on love」                                                        | 『B-PROJECT』関連曲                                                                                |
| 6月29日  | トキメキッスLOVE                                                                       | Gambét | 「トキメキッスLOVE」 「Broken Amps」                                      | 『ギャンドル』関連曲                                                                               |
| 7月20日  | THE IDOLM@STER SideM 49 ELEMENTS -01 High×Joker                                        | High×Joker | 「キセキ的 STARRY-TUNE!!!!!」                                             | ゲーム『アイドルマスター SideM GROWING STARS』関連曲                                               |
| 7月20日  | THE IDOLM@STER SideM 49 ELEMENTS -01 High×Joker                                        | 秋山隼人（千葉翔也） | 「HEAT BEAT “Identity”」                                                  | ゲーム『アイドルマスター SideM GROWING STARS』関連曲                                               |
| 8月17日  | Happiness                                                                              | KiLLER KiNG | 「Happiness」 「メイビー☆ヒーロー」                                       | 『B-PROJECT』関連曲                                                                                |
| 8月26日  | 東京カラーソニック!! Growing Creation1 嵐・旺士朗                                      | 小宮山嵐（千葉翔也） | 「群青」                                                                  | 『東京カラーソニック!!』関連曲                                                                     |
| 11月30日 | Flash!                                                                                 | PICG | 「Flash!」                                                                | テレビアニメ『クールドジ男子』エンディングテーマ                                                   |
| 11月30日 | Flash!                                                                                 | 四季蒼真（千葉翔也） | 「Flash!」                                                                | テレビアニメ『クールドジ男子』関連曲                                                               |
| 12月14日 | ブルーロック キャラクターソングミニアルバム vol.1                                      | TEAM Z | 「The Last One」                                                          | テレビアニメ『ブルーロック』関連曲                                                                 |
| 12月14日 | ブルーロック キャラクターソングミニアルバム vol.1                                      | 潔世一（浦和希）、久遠渉（中澤まさとも）、雷市陣吾（松岡禎丞）、今村遊大（千葉翔也）、伊右衛門送人（綿貫竜之介） | 「Monsters」                                                              | テレビアニメ『ブルーロック』関連曲                                                                 |
| 12月21日 | THE IDOLM@STER SideM GROWING SIGN@L 15 Take a StuMp!                                   | 315 ALLSTARS | 「Take a StuMp!」                                                         | ゲーム『アイドルマスター SideM GROWING STARS』関連曲                                               |
| 2023年   |                                                                                        | |                                                                           | |
| 1月27日  | 東京カラーソニック!! Growing ENDING                                                    | 小宮山嵐（千葉翔也）、宝田伊織（斉藤壮馬）、瀬文永久（梶原岳人）、倉橋海吏（武内駿輔）、宮苑巴（広瀬裕也） | 「If」                                                                    | 『東京カラーソニック!!』関連曲                                                                     |
| 2月1日   | Paradox Live -Road to Legend- Consolation Match“SHOWDOWN”                              | 1Nm8 | 「S∀G∀」                                                                  | 『Paradox Live』関連曲                                                                             |
| 2月11日  | THE IDOLM@STER SideM UNIT COLLECTION -Take a StuMp!-                                   | High×Joker | 「Take a StuMp!」                                                         | ゲーム『アイドルマスター SideM GROWING STARS』関連曲                                               |
| 2月14日  | Love Shuffle Red                                                                       | 是国竜持（岸尾だいすけ）、王茶利暉（森久保祥太郎）、釈村帝人（増田俊樹）、不動明謙（千葉翔也） | 「Freaking Love」                                                         | 『B-PROJECT』関連曲                                                                                |
| 2月22日  | たいせつ                                                                               | PICG | 「たいせつ」                                                              | テレビアニメ『クールドジ男子』エンディングテーマ                                                   |
| 2月22日  | たいせつ                                                                               | 四季蒼真（千葉翔也） | 「たいせつ」                                                              | テレビアニメ『クールドジ男子』関連曲                                                               |
| 2月22日  | NEW MIXTURE                                                                            | EROSION | 「NEW MIXTURE」                                                           | 『CARNELIAN BLOOD』関連曲                                                                          |
| 2月22日  | NEW MIXTURE 5-Vocal-Band Ecstasy Ver.                                                  | EROSION | 「終極」                                                                  | 『CARNELIAN BLOOD』関連曲                                                                          |
| 2月22日  | NEW MIXTURE 5-Vocal-Actors Crazy Ver.                                                  | EROSION | 「ハローアンセム」                                                        | 『CARNELIAN BLOOD』関連曲                                                                          |
| 2月24日  | 東京カラーソニック!! Moments song series Vol.1 小宮山嵐                                | 小宮山嵐（千葉翔也） | 「Canvas」                                                                | 『東京カラーソニック!!』関連曲                                                                     |
| 3月8日   | THE IDOLM@STER SideM GROWING SIGN@L 18 High×Joker                                      | High×Joker | 「JOYFUL HEART MAKER」 「Toward Pole Star」                               | ゲーム『アイドルマスター SideM GROWING STARS』関連曲                                               |
| 3月11日  | 幻想のUtopia/安寧のDystopia                                                            | ピエール（堀江瞬）、蒼井悠介（菊池勇成）、蒼井享介（山谷祥生）、握野英雄（熊谷健太郎）、木村龍（濱健人）、秋山隼人（千葉翔也）、冬美旬（永塚拓馬）、榊夏来（渡辺紘）、若里春名（白井悠介）、紅井朱雀（益山武明）、東雲荘一郎（天﨑滉平）、アスラン＝ベルゼビュートII世（古川慎）、岡村直央（矢野奨吾）、硲道夫（伊東健人）、大河タケル（寺島惇太）、牙崎漣（小松昌平）、天峰秀（伊瀬結陸）、花園百々人（宮﨑雅也）、眉見鋭心（大塚剛央） | 「幻想のUtopia」                                                          | 舞台『THE IDOLM@STER SideM PASSIONABLE READING SHOW -超常事変〜対立スル正義〜-』オープニングテーマ |
| 9月27日  | クールドジ男子 PICG VOCAL COLLECTION #1 DOJI                                           | PICG | 「DOJI」                                                                  | テレビアニメ『クールドジ男子』関連曲                                                               |
| 9月27日  | クールドジ男子 PICG VOCAL COLLECTION #1 DOJI                                           | 四季蒼真（千葉翔也） | 「DOJI」                                                                  | テレビアニメ『クールドジ男子』関連曲                                                               |
| 10月28日 | THE IDOLM@STER SideM GROWING SIGN@L SOLO COLLECTION 03                                 | 秋山隼人（千葉翔也） | 「JOYFUL HEART MAKER」                                                    | 『アイドルマスター SideM』関連曲                                                                   |
| 10月28日 | THE IDOLM@STER SideM 8th STAGE THEME SONG「Hands & Claps!」                            | 315 ALLSTARS | 「Hands & Claps!」                                                        | ライブイベント『THE IDOLM@STER SideM 8th STAGE 〜ALL H@NDS TOGETHER〜』テーマソング                |
| 10月28日 | THE IDOLM@STER SideM 8th STAGE THEME SONG「Hands & Claps!」                            | 315 STARS（フィジカルVer.） | 「Hands & Claps!」                                                        | ライブイベント『THE IDOLM@STER SideM 8th STAGE 〜ALL H@NDS TOGETHER〜』テーマソング                |
| 2024年   |                                                                                        | |                                                                           | |
| 5月29日  | THE IDOLM@STER SideM CIRCLE OF DELIGHT 12 High×Joker                                   | High×Joker | 「POPPIN' PLANET」「セブンデイズ・アルペジオ」                            | 『アイドルマスター SideM』関連曲                                                                   |
| 7月13日  | THE IDOLM@STER SideM 9th STAGE THEME SONG「Gather Round!」                             | 315 ALLSTARS | 「Gather Round!」                                                         | ライブイベント『THE IDOLM@STER SideM 9th STAGE ～MIR＠-CIRCLE CRESCENDO～』テーマソング            |
| 7月13日  | THE IDOLM@STER SideM 9th STAGE THEME SONG「Gather Round!」                             | 315 STARS（フィジカルVer.） | 「Gather Round!」                                                         | ライブイベント『THE IDOLM@STER SideM 9th STAGE ～MIR＠-CIRCLE CRESCENDO～』テーマソング            |
| 2025年   |                                                                                        | |                                                                           | |
| 7月7日   | 使命は赤きセレナーデ                                                                   | バンド・スナッチ | 「使命は赤きセレナーデ」                                                  | テレビアニメ『プリンセッション・オーケストラ』エンディングテーマ                                   |

### その他参加楽曲
| 発売日         | 商品名                                                                       | 歌                                   | 楽曲                                                               | 備考                                         |
| -------------- | ---------------------------------------------------------------------------- | ------------------------------------ | ------------------------------------------------------------------ | -------------------------------------------- |
| 2017年5月10日  | 「8P channel 2」OP&ED CD                                                     | 8P                                   | 「Jumping Smlile」                                                 | 『8P channel 2』オープニングテーマ           |
| 2017年5月10日  | 「8P channel 2」OP&ED CD                                                     | 8P                                   | 「FULL VOLUME!!」                                                  | 『8P channel 2』エンディングテーマ           |
| 2017年6月7日   | 「8P」ユニットソングCD Vol.1                                                 | 畠中祐、千葉翔也                     | 「哀シキ宿命ニ」                                                   | 『8P channel』関連曲                         |
| 2017年6月7日   | 「8P」ユニットソングCD Vol.1                                                 | 千葉翔也                             | 「君空模様」                                                       | 『8P channel』関連曲                         |
| 2018年11月7日  | 8P ミニアルバム「CV」                                                        | 野上翔、髙坂篤志、益山武明、千葉翔也 | 「MYSTIC SECRET」                                                  | 『8P channel』関連曲                         |
| 2018年11月7日  | 8P ミニアルバム「CV」                                                        | 益山武明、千葉翔也                   | 「statice」                                                        | 『8P channel』関連曲                         |
| 2018年11月7日  | Chance!/ブラックアウト                                                       | Kashicomi                            | 「Chance!」 「ブラックアウト」                                     | ラジオ『千葉翔也・野上翔の翔福翔来!!』関連曲 |
| 2019年2月20日  | Am                                                                           | Kashicomi                            | 「LOVELESS」 「Fly High!」 「You are my only star」 「桜色レイン」 | ラジオ『千葉翔也・野上翔の翔福翔来!!』関連曲 |
| 2019年8月23日  | Happy Glitter                                                                | 千葉翔也                             | 「Kissing heart」                                                  | 『8P channel』関連曲                         |
| 2019年8月23日  | Happy Glitter                                                                | 8P                                   | 「Happy Glitter」                                                  | 『8P channel』関連曲                         |
| 2019年12月25日 | us/雨が止むまで                                                              | Kashicomi                            | 「us」 「雨が止むまで」                                            | ラジオ『千葉翔也・野上翔の翔福翔来!!』関連曲 |
| 2020年4月15日  | Dusk                                                                         | Kashicomi                            | 「Believer」 「透き通る青」 「仮面の素顔」 「ありがと」            | ラジオ『千葉翔也・野上翔の翔福翔来!!』関連曲 |
| 2020年8月26日  | 8P ユニットソングドラマCD Vol.4                                              | 榎木淳弥、千葉翔也                   | 「Trick Mirror Requiem」                                           | 『8P channel』関連曲                         |
| 2021年6月30日  | 8P ミニアルバム「CV:2」                                                      | klinger                              | 「白羽根のKrieger」                                                | 『8P channel』関連曲                         |
| 2021年6月30日  | 8P ミニアルバム「CV:2」                                                      | 8P                                   | 「Clover's Xmas」                                                  | 『8P channel』関連曲                         |
| 2021年6月30日  | 8P ミニアルバム「CV:2」                                                      | 野上翔、千葉翔也                     | 「君になつ恋！」                                                   | 『8P channel』関連曲                         |
| 2021年7月28日  | Paradigm Paradox 主題歌「Course of my fate」                                 | 8P                                   | 「Course of my fate」                                              | ゲーム『Paradigm Paradox』オープニングテーマ |
| 2021年7月28日  | Paradigm Paradox 主題歌「Course of my fate」                                 | 八代拓、髙坂篤志、榎木淳弥、千葉翔也 | 「終わらないBlooming」                                             | ゲーム『Paradigm Paradox』エンディングテーマ |
| 2021年12月22日 | fight,fire with fire/君に歌うリフレイン                                      | Kashicomi                            | 「fight,fire with fire」 「君に歌うリフレイン」 「虹」             | ラジオ『千葉翔也・野上翔の翔福翔来!!』関連曲 |
| 2022年7月27日  | [Re:collection] HIT SONG cover series feat.voice actors〜00's-10's EDITION〜 | 千葉翔也                             | 「キセキ」                                                         |                                              |
| 2023年7月7日   | Youthful Place                                                               | 八代拓、千葉翔也                     | 「Youthful Place」                                                 | 『8P channel』関連曲                         |

## 書籍
- 千葉翔也のバッチリしようや 1stフォトブック 〜Home〜（2021年、KADOKAWA）
- 千葉翔也フォトブック ショウヤノオト Andante（2023年、主婦の友社）